# Гуцал Віктор Олександрович
Гуцал Віктор Олександрович (*29 грудня 1953 року — †13 березня 2004) — український економіко-географ, краєзнавець, кандидат географічних наук, доцент Київського національного університету імені Тараса Шевченка.

## Біографія
Народився 7 квітня 1953 року в смт Ярмолинці Хмельницької області. У 1970–1971 роках вчитель історії Антонівецької школи. Закінчив 1980 року географічний факультет Київського університету. У Київському університеті обіймав посаду в 1980–1981 роках голови комітету ДТСААФ, з 1984 року інженер, з 1988 року асистент. Кандидатська дисертація «Функціонально-територіальна структура Київського приміського аграрно-територіального комплексу» захищена в 1990 році. У 1993 році присвоєне вчене звання доцента кафедри економічної та соціальної географії.

## Наукові праці
Фахівець у галузі територіальної організації і функціонування приміських агропромислово-торгових комплексів, історії суспільної географії України. Автор понад 40 наукових праць. Основні праці:
1. Київ як екологічна система: природа — людина — виробництво — екологія. — К., 2001 (у співавторстві).
2. (рос.) Экономико-географический комплекс крупного города. — К., 1989 (в співавторстві).
3. Географія агропромислових комплексів. — К., 1997 (у співавторстві).